# Tele Aruba
Tele Aruba N.V. ist ein Rundfunk- und Fernsehunternehmen in Oranjestad (Aruba).

## Geschichte
Tele Aruba  nahm im September 1963 seinen Sendebetrieb auf. Der Rundfunksender wurde unter dem Namen Radio Victoria bekannt. Das Fernsehprogramm wurde zuerst auf Kanal 12 ausgestrahlt. Nachdem es Probleme mit dem Relaissender aus dem nahen Venezuela gab, wechselte Tele Aruba auf Kanal 13, der heute noch immer der offizielle Kanal des TV-Senders von Tele Aruba ist.
Am 14. September 2004 erwarb SETAR das nationale Telekommunikationsunternehmen Tele Aruba. In kurzer Zeit wurde Tele Aruba neu organisiert und Teile des Sendegebäudes ausgebaut. Der Name blieb bestehen.
Im Einklang mit dem neuen Investor startete Tele Aruba im November 2010 den HD-Kanal von Aruba – Kanal 313 – mit neuem Logo (Eigenschreibweise: Telearuba).

## Programme
Tele Aruba sendet vor allem lokal produzierte Programme in der Sprache Aruba-Papiamento, wie beispielsweise Live-Berichterstattung von kulturellen Veranstaltungen und Unterhaltung sowie umfassende nationale und internationale  Nachrichten. Live-Talkshows, Kinderprogramme, Sportberichterstattung und Spielshows ergänzen das Programm.
Das Fernsehprogramm ist auch im Internet durch Live-Video-Streaming ohne Unterbrechung zu sehen.
| Programme                                    | 2008 | 2009 | 2010 | 2011 | 2012 |
| -------------------------------------------- | ---- | ---- | ---- | ---- | ---- |
| Fernsehkanäle                                | 3    | 3    | 2    | 3    | 2    |
| Radiokanäle gesamt davon in der Betriebsart: | 19   | 19   | 20   | 20   | 19   |
| AM (Mittelwelle)                             | 2    | 2    | 2    | 2    | 1    |
| FM UKW                                       | 17   | 17   | 18   | 18   | 18   |